# 蘇丹阿都拉加冕禮
苏丹阿都拉加冕马来西亚第十六任最高元首 于2019年7月30日星期二上午10点舉行，他早前在第15任最高元首苏丹莫哈末五世退位后于2019年1月24日于国家皇宫举行的第251届统治者会议特别会议上被马来统治者推舉為新最高元首。